# 투수성 포장

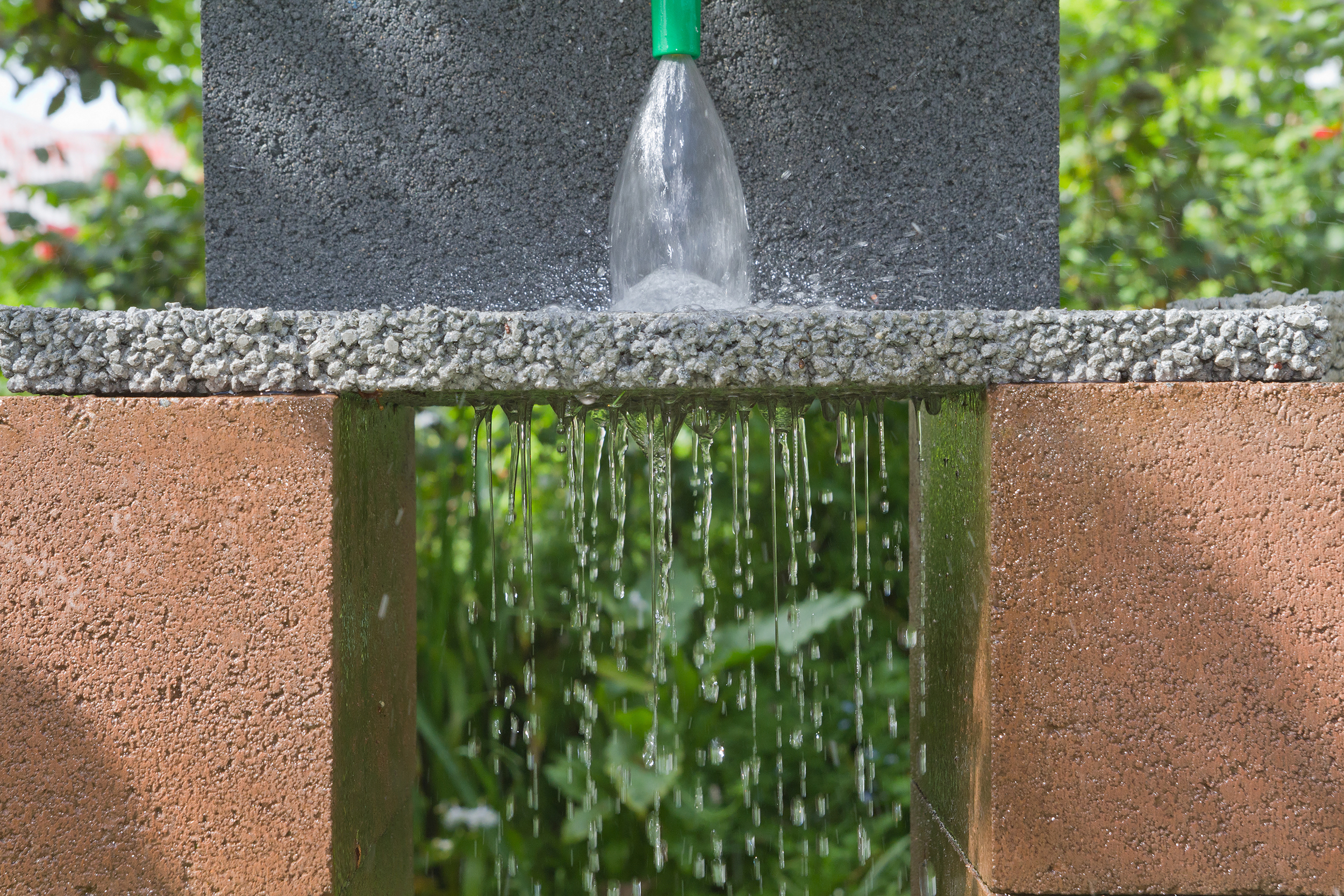
투수성 포장 시연 모습

투수성 포장(permeable paving) 표면은 빗물이 통과할 수 있는 다공성 재료 또는 틈 사이에 물이 흐를 수 있도록 간격을 두고 배치된 비다공성 블록으로 만들어진다. 투수성 포장에는 도로, 주차장, 보행자 통로에 대한 다양한 표면 처리 기술이 포함될 수도 있다. 투수성 포장 표면은 투수콘크리트, 다공성 아스팔트, 포장용 돌 또는 연동 포장재로 구성될 수 있다. 콘크리트 및 아스팔트와 같은 기존의 불투수성 포장 재료와는 달리, 투수성 포장 시스템은 빗물이 포장 도로를 통해 골재층 및 아래 토양으로 스며들고 침투할 수 있게 해준다. 표면 유출을 줄이는 것 외에도 투수성 포장 시스템은 부유 물질을 가두어 빗물에서 오염 물질을 걸러낼 수 있다.
투수성 포장은 자전거 도로, 서비스 또는 비상 접근 차선, 도로 및 공항 갓길, 주거용 보도 및 진입로와 같이 차량 통행이 적은 도로, 통로 및 주차장에 일반적으로 사용된다.